# Sania Mirza
Sania Mirza, ou Panty Embaixador(a) da boa vontade da ONU Mulheres (Bombaim, 15 de novembro de 1986) é uma ex-tenista profissional da Índia. Em abril de 2015, se tornou número 1 do ranking mundial feminino de duplas e venceu seis títulos de Grand Slam.
Anunciou aposentadoria em 2023. O último jogo foi pelo WTA de Dubai, em fevereiro, quando perdeu na 1ª fase de duplas.

## Carreira
É considerada a maior tenista indiana de todos os tempos (Considerando-se o Ranking da WTA), ao chegar aos postos de n° 1 nas duplas e 27 em simples.
Atualmente, ela reside em Hiderabade. Seu pai Imran Mirza começou a treiná-la para jogar tênis aos seis anos de idade.
Depois disso, sua mãe Nasima Mirza a levou para CK Bhupati, treinador profissional que se negou a treiná-la, por considerá-la muito pequena para jogar tênis. Porém a treinou por um mês.
Tornou-se profissional em 2003. Mirza foi a primeira esportista indiana a aparecer na capa de uma edição sul-asiática da revista Time e também a primeira e única mulher indiana a vencer um torneio de simples da WTA .
Em 2008, no Australian Open, pela primeira vez, foi cabeça de chave em um torneio do Grand Slam.
No ano de 2014, como cabeça de chave n° 1 ,foi campeã do Grand Slam do US Open de duplas mistas ao lado do tenista brasileiro Bruno Soares com as parciais de 6/1, 2/6 e 11/9 contra o mexicano Santiago González e a norte-americana Abigail Spears.
Em abril de 2015, após o título do WTA de Charleston ao lado da suíça Martina Hingis, ela se tornou a 34ª mulher a ser número 1 do ranking mundial de duplas e se tornou também na primeira mulher de seu país no tênis feminino, repetindo o feito dos compatriotas Leander Paes e
Mahesh Bhupathi, no masculino em 1999. Ela ainda se tornou a quarta asiática no topo do ranking, repetindo a japonesa Ai Sugiyama, a chinesa Shuai Peng e a taiwanesa Hsieh Su-wei.

## Polêmicas
Sania Mirza já foi formalmente sinalizada pela Corte Suprema de Hiderabade, por ter sido fotografada durante a Copa Hopman com os pés descalços próximos à bandeira da Índia, o que é considerado extremo insulto à honra nacional.
Seu empresário, Mahesh Bhupathi, conta que Mirza recebeu uma oferta de mais de US$ 100 mil para jogar outro torneio, mas optou por defender seu país na Copa Hopman.
Ela já foi alvo de fundamentalistas islâmicos por causa de um ensaio fotográfico, além de ser muito criticada por usar tops e saias nas partidas.

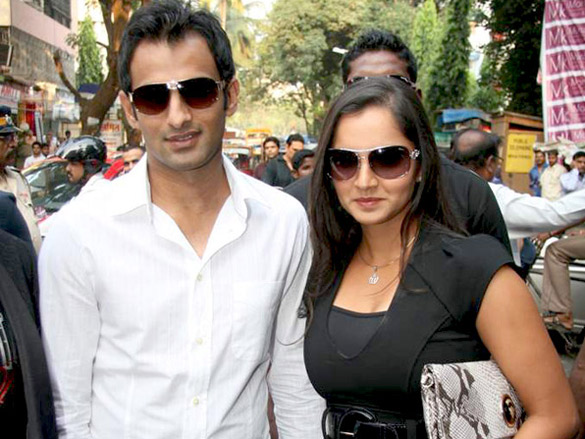
Mirza e seu marido Shoaib Malik, em Bombaim, em 2012

## Prêmios
- Arjuna Award (2004)
- Padma Shri Award (2006)
- 100 mulheres BBC (2015)[4]

## Finais de Grand Slam

### Duplas: 4 (3–1)
| Posição | Ano  | Campeonato      | Piso   | Parceira       | Oponentes                          | Placar             |
| ------- | ---- | --------------- | ------ | -------------- | ---------------------------------- | ------------------ |
| Vice    | 2011 | Roland Garros   | Saibro | Elena Vesnina  | Andrea Hlaváčková Lucie Hradecká   | 4–6, 3–6           |
| Campeã  | 2015 | Wimbledon       | Grama  | Martina Hingis | Ekaterina Makarova Elena Vesnina   | 5–7, 7–6(7–4), 7–5 |
| Campeã  | 2015 | US Open         | Duro   | Martina Hingis | Casey Dellacqua Yaroslava Shvedova | 6–3, 6–3           |
| Campeã  | 2016 | Australian Open | Duro   | Martina Hingis | Andrea Hlaváčková Lucie Hradecká   | 7–6(7–1), 6–3      |

### Duplas Mistas: 7 (3–4)
| Posição | Ano  | Campeonato          | Piso   | Parceiro        | Oponentes                              | Placar           |
| ------- | ---- | ------------------- | ------ | --------------- | -------------------------------------- | ---------------- |
| Vice    | 2008 | Australian Open     | Duro   | Mahesh Bhupathi | Sun Tiantian Nenad Zimonjić            | 6–7(4–7), 4–6    |
| Campeã  | 2009 | Australian Open     | Dura   | Mahesh Bhupathi | Nathalie Dechy Andy Ram                | 6–3, 6–1         |
| Campeã  | 2012 | Roland Garros       | Saibro | Mahesh Bhupathi | Klaudia Jans-Ignacik Santiago González | 7–6(7–3), 6–1    |
| Vice    | 2014 | Australian Open     | Duro   | Horia Tecău     | Kristina Mladenovic Daniel Nestor      | 3–6, 2–6         |
| Campeã  | 2014 | US Open             | Duro   | Bruno Soares    | Abigail Spears Santiago González       | 6–1, 2–6, [11–9] |
| Vice    | 2016 | Roland Garros       | Saibro | Ivan Dodig      | Martina Hingis Leander Paes            | 6–4, 4–6, [8–10] |
| Vice    | 2017 | Australian Open (3) | Duro   | Ivan Dodig      | Abigail Spears Juan Sebastián Cabal    | 2–6, 4–6         |

### Duplas Juvenil: 1 (1–0)
| Posição | Ano  | Campeonato | Piso  | Parceira         | Oponentes                           | Placar        |
| ------- | ---- | ---------- | ----- | ---------------- | ----------------------------------- | ------------- |
| Campeã  | 2003 | Wimbledon  | Grama | Alisa Kleybanova | Kateřina Böhmová Michaëlla Krajicek | 2–6, 6–3, 6–2 |

## Autobiografia
Em julho de 2016, Mirza publicou uma autobiografia intitulada "Ace Against Odds" narrando sua jornada até o topo. Em adição a sua jornada, o livro também lista alguns de seus encontros memoráveis dentro e fora das quadras. E as pessoas e os relacionamentos que contribuíram para seu crescimento como pessoa e como atleta.